# Phthonosema corearia
Phthonosema corearia är en fjärilsart som beskrevs av John Henry Leech 1891. Phthonosema corearia ingår i släktet Phthonosema och familjen mätare. Inga underarter finns listade i Catalogue of Life.